# گوشت درون‌کشتگاهی

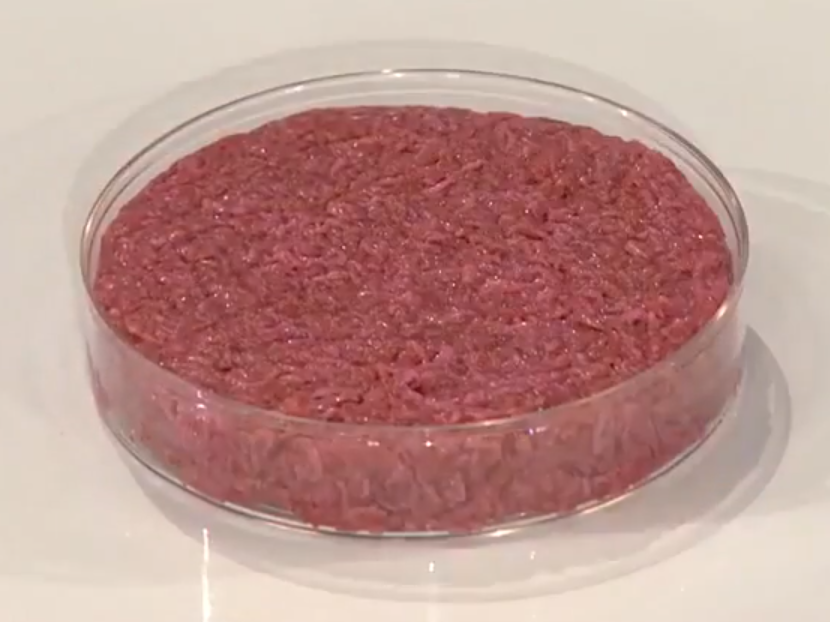
گوشت درون‌کِشتگاهی

گوشت درون‌کِشتگاهی (انگلیسی: In vitro meat) که به آن گوشت مصنوعی یا گوشت کشت شده هم گفته می‌شود، گوشتی است که از طریق کشت سلولی در محیط کنترل شده تولید می‌شود. تولید گوشت به این روش، نوعی کشاورزی سلولی است که از بسیاری از روش‌ها و تکنیک‌هایی که در پزشکی برای بازسازی بافت‌ها استفاده می‌شود نیز بهره می‌برد. نخستین همبرگر تولید شده با گوشت درون‌کشتگاهی، سال ۱۳۹۲ ه‍.ش در هلند تولید و خورده شد. با توجه به مشکلات و محدودیت‌های کنونی تکنولوژیکی، هنوز این روش به مقیاس صنعتی قابل استفاده نیست. در ضمن باید دید آیا مصرف‌کنندگان علاقه‌ای به آن نشان خواهند داد یا خیر.

## تاریخچه[۱]
گوشت کشت شده تاریخچه ای جذاب و پر فراز و نشیب دارد که طی چند دهه گذشته رقم خورده است. این ماجراجویی در اوایل دهه 2000 آغاز شد، زمانی که اولین تلاش های موفق برای رشد سلول های خوراکی حیوانی در آزمایشگاه ها انجام شد. دانشمندان و محققان به سرعت پتانسیل این فناوری را برای رقم زدن انقلابی در روش تولید گوشت درک کردند؛ روشی که می تواند به حل معضلات جهانی مانند تغییرات آب و هوایی، امنیت غذایی و رعایت حقوق حیوانات کمک کند.
در سال 2013 جهان شاهد اولین برگر گوشت کشت شده در لندن بود. این برگر که توسط دکتر مارک پست و تیم او توسعه یافته بود، یک کانسپت اثبات شده بود که نشان می داد تولید گوشت کشت شده به عنوان یک جایگزین بالقوه برای دامپروری سنتی، عملی است.
در سال های بعد توسعه چشمگیری در این زمینه اتفاق افتاد. استارتاپ ها و موسسات تحقیقاتی مختلفی روی کامل کردن فرایند رشد سلول های گوشت، بهبود طعم، بافت و ترکیبات مغذی آن متمرکز شدند. علاوه بر این، پیشرفت های چشمگیری در مقیاس پذیری تکنیک های تولید برای تبدیل گوشت کشت شده به یک محصول_تجاری عملی انجام شد. در سال 2017، صنعت گوشت کشت شده شاهد یک اتفاق مهم بود و اولین مجوز قانونی برای گوشت مرغ کشت شده در سنگاپور صادر شد. این پیشرفت دروازه ها را برای تحقیقات بیشتر و سرمایه گذاری در این زمینه گشود.

## تفاوت با گوشت سنتی

### سلامت
تولید گستردهٔ گوشت به روش درون‌کشتگاهی، هم با استفاده از هورمون‌های رشد مصنوعی و هم بدون آن‌ها امکان‌پذیر است.
پیشنهادهایی برای افزودن اسیدهای چرب امگا-۳ هم به این فراورده وجود دارد. البته روش‌هایی مبتنی بر کنترل تغذیه برای افزایش میزان اسیدهای چرب امگا-۳ در شیوهٔ سنتی تولید گوشت هم وجود دارد. در یکی از شماره‌های نشریه تایم از کمتر شدن تماس گوشت درون‌کشتگاهی با باکتری‌های بیماری‌زا به عنوان یک مزیت یاد شده‌است.
از آنجا که در این روش، گوشت در محیطی تحت کنترل تولید می‌شود مواد شیمیایی خطرناک مثل سموم در محصول نهایی، همچنین آسیب کمتر به حیات‌وحش.
استفاده از نیترات‌ها و بنزوات سدیم که نگهدارندهٔ فرآورده‌های گوشتی می‌باشند و عمل آوری این گوشت بدون ان غیرممکن بنظر می‌رسد و رابطه آن با سرطان‌ها اثبات شده‌است.
آمین‌های آروماتیک هترو سیکلیک و هیدروکربن‌های آروماتیک چند حلقه رابطه آنها و آسیب به DNA اثبات شده‌است.
در این محصولات اصطلاحاً پاک وجود دارد.

### طبع مصنوع
گرچه گوشت درون‌کشتگاهی در سطح سلولی مشابه بافت عضلانی حیوانات است، با این حال ممکن است چنین رویکرد تکنولوژیکی به تولید غذا، چندان به مذاق مصرف‌کنندگان خوش نیاید. و انتخاب اول مصرف‌کنندگان بنظر می‌رسد اول گزینه‌های طبیعی و سپس مصنوعی یا فرآوری شده باشد، البته اگر گوشت درون‌کشتگاهی از لحاظ ظاهر، طعم، بو، بافت و سایر مشخصه‌ها شبیه به گوشت سنتی باشد، ممکن است بتواند در بازار مواد غذایی با گوشت سنتی رقابتی محدود کند. اما انتخاب اول معمولاً گزینه طبیعی تر یعنی گوشت طبیعی خواهد بود اگرچه گوشتی که تا کنون با این روش تولید شده فاقد چربی و بافت استخوان است و طعم ان را نیز ندارد که می‌تواند شکل نگاه مصرف‌کنندگان را به آن تحت تأثیر قرار دهد و ان هارا نسبت به خرید مردد کند، و همچنین تاکنون طعم ان مشابه که همانند گوشت طبیعی نبوده‌است.

### زیست‌محیطی
محققان نوید تأثیر به مراتب کمتر روی محیط زیست را در تولید درون‌کشتگاهی گوشت نسبت به روش سنتی می‌دهند. برآورد می‌شود به ازای هر هکتار کشت عمودی گیاهان یا گوشت، مساحتی بین ۱۰ تا ۲۰ هکتار به عرصه‌های طبیعی بازگردد. علاوه بر این کشاورزی عمودی می‌تواند با تولید متان به عنوان سوخت زیستی، بخشی از انرژی مورد نیاز خود را نیز تأمین کند.
نتایج پژوهشی مشترک بین دانشگاه آکسفورد و آمستردام برآورد می‌کند که استفاده از این روش در تولید گوشت تنها ۴٪ روش سنتی گاز گلخانه‌ای تولید می‌کند. همچنین مصرف انرژی آن ۴۵٪ شیوهٔ سنتی تولید گوشت است و می‌توان آن را در عرصه‌ای به مساحت ۲٪ تولید حیوانی گوشت انجام داد. دامپروری صنعتی نقشی عمده در تولید گازهای گلخانه‌ای دارد و برخی سهم آن را از سهم مجموع سیستم حمل و نقل در جهان هم در تولید این گازها بیشتر می‌دانند؛ بنابراین تولید گوشت به روش درون‌کشتگاهی می‌تواند گامی مؤثر برای داشتن محیط‌زیستی پایدارتر و پاک‌تر باشد.

### نقش دستکاری ژنتیکی
برای تولید گوشت به روش دورن‌کشتگاهی به روش‌های مهندسی ژنتیک مثل وارد کردن، حذف، تکه‌کردن، فعال‌سازی یا خاموش کردن ژن‌ها نیازی نیست. چراکه گوشت درون‌کشتگاهی از کشت توده‌ای از یک بافت به دست می‌آید نه یک ارگانیزم(موجود زنده). بنابراین جزو محصولات غذایی تراریخته به حساب نمی‌آید. چون گوشت درون‌کشتگاهی از کشت سلول‌های ماهیچه در محیطی تحت کنترل به دست می‌آید، بیشتر آن را با هیدروپونیک (آبکشت) قیاس کرده‌اند تا محصولات تراریخته.
گرچه برای تولید گوشت در این شیوه به روش‌های مهندسی ژنتیکی نیازی نیست، اما برخی محققان از مفید بودن استفاده از چنین روش‌هایی برای غنی کردن گوشت با مواد مفید می‌گویند؛ مثلاً می‌توان گوشت را با اسیدهای چرب مفید غنی کرد. همچنین شاید بتوان میزان تولید گوشت و بهره‌وری این روش را با استفاده از مهندسی ژنتیک بسیار بیش از روش سنتی تولید گوشت، بهبود بخشید.